# Вода-Яха
Вода-Яха — река в Приуральском и Ямальском районах Ямало-Ненецкого АО. Устье реки находится в 30 км от устья реки Хадытаяха по правому берегу. Длина реки 72 км, в 17 км по левому берегу впадает приток Нюдя-Тинъяха.

## Данные водного реестра
По данным государственного водного реестра России относится к Нижнеобскому бассейновому округу, водохозяйственный участок реки — Обь от города Салехард и до устья, речной подбассейн реки — бассейны притоков Оби ниже впадения Северной Сосьвы. Речной бассейн реки — (Нижняя) Обь от впадения Иртыша.
Код объекта в государственном водном реестре — 15020300212115300034944.